# 迷城乡
迷城乡，是中华人民共和国河北省保定市唐县下辖的一个乡镇级行政单位。

## 行政区划
迷城乡下辖以下地区：
东迷城村、西迷城村、中迷城村、下庄村、古洞村、上三土门村、下三土门村、忠勇村和马沟村。